# Internet Direct
Internet Direct (сокр. «InDy») — набор компонентов для работы с наиболее популярными сетевыми протоколами в среде Delphi, C++ Builder и Kylix, в частности, HTTP, FTP, Gopher, TCP, UDP, POP3, SMTP, NNTP, Ident, IRC, IMAP4, Finger, FSP, SOCKS, LPR, SNPP, SNTP.

## Описание

Демонстрация внешнего вида компонентов (Indy Clients) на палитре компонентов

Библиотека компонентов является свободным программным обеспечением с открытым исходным кодом, написанным в Object Pascal. Indy v.10 была портирована на Free Pascal и свободно работает под управлением на Microsoft Windows, FreeBSD, Linux и Darwin.
Включает в себя более 100 компонентов для работы с серверами и клиентами, сокетами, популярными протоколами TCP, UDP, SMTP, POP3, NNTP, HTTP и многими другими, а также включает поддержку OpenSSL и Zlib.
Позволяет создавать кроссплатформенные веб-приложения клиент-сервер для работы с протоколами передачи данных.
«InDy» доступна для Delphi, C++ Builder и Kylix и распространяется под двойной лицензией «Indy Modified BSD License» и «Indy MPL License». В начале 2008 года было принято решение создать новый проект под названием Indy#, которая была бы написана с нуля на языке программирования C#.

## История
Первоначально проект назывался «Winshoes» и был написан на Visual Basic Чадом Хувером (aka Kudzu) в 1993 году, который и по настоящее время является координатором проекта, а также ведущим разработчиком в Atozed Software.
В 1995 году библиотека была переписана на Delphi, и спустя 2 года, в 1997 году Чад Хувер открыл исходный код библиотеки под свободной лицензией. В 2000 году «Winshoes» была переименована в «Internet Direct», а также стала кроссплатформенным программным обеспечением. С начала 2001 года корпорация Borland начала включать библиотеку в свои программные разработки приложений, в число которых входили Delphi, C++ Builder и Kylix.
В 2003 году «Indy» была полностью портирована на Delphi for .net и к следующему году библиотека была предоставлена для сообщества Microsoft .NET.